# أنطاليا سبور
نادي أنطاليا الرياضي أو اختصاراً أنطاليا سبور هو نادي كرة قدم تركي ينتمي لمدينة أنطاليا، تأسس عام 1966. ألوان النادي هي الأحمر والأبيض.تقام مبارياته في ملعب أكدينيز يونيفرسيتي. حاز النادي على بطولة الدوري التركي للدرجة الأولى مرتين. وصل إلى نهائي كأس تركيا عام 2000.

## التاريخ
أسس النادي عام 1966, حيث شكل نواة اتحاد ثلاثة أندية محلية في مدينة أنطاليا.نافس النادي في الدرجات الدنيا من الدوري التركي، حتى صعد لدوري الأضواء في عام 1982 بعد فوزه بدوري الدرجة الثانية.لكن صعوده لم يستمر إلا سنتان فقط حتى عاد لدوري الدرجة الثانية.عاد في الموسم الذي تلاه إلى الدرجة الأولى ولكنه لم يستمر إلا سنتان مرة أخرى.استمر النادي في الدرجة الثانية حتى ترقى للدرجة الأولى عام 1993 واستمر حتى 2002, وصل خلالها إلى نهائي كأس تركيا ولكنه خسره أمام غلطة سراي بنتيجة 5-3 بالوقت الإضافي.كما وشارك في كأس الاتحاد الأوروبي مرة واحدة، وفي كأس انترتوتو مرتين.عاد النادي لدوري الدرجة الأولى مرة أخرى عام 2006 واستمر حتى الآن.

## الانجازات

### كأس
- كأس تركيا وصيف (مرة):2000

### الدوري
- الدوري التركي الدرجة الاولى (مرتان):1982 1986 / وصيف (مرتان) 2006 2008

## اللاعبون
ملاحظة: تشير الأعلام إلى المنتخب الوطني على النحو المحدد في قواعد الأهلية للفيفا. قد يحمل اللاعبون أكثر من جنسية واحدة غير تابعة للفيفا.
| الرقم | البلد          | المركز | اللاعب            |
| ----- | -------------- | ------ | ----------------- |
| 1     | تركيا          | حارس   | هاكان اريكان      |
| 2     | تركيا          | مدافع  | علي تاندوغان      |
| 3     | تركيا          | مدافع  | إيمري غونغور      |
| 4     | تركيا          | وسط    | إبراهيم داغاشن    |
| 6     | المغرب         | وسط    | إسماعيل العيساتي  |
| 7     | تركيا          | مدافع  | موسى نيزام        |
| 8     | تركيا          | وسط    | ايغير انسيمان     |
| 10    | تركيا          | مهاجم  | تيتا              |
| 11    | تركيا          | وسط    | ايمرا باشان       |
| 15    | تركيا          | مدافع  | ايرغين تيبير      |
| 17    | تركيا          | حارس   | بولات كيسير       |
| 18    | تركيا          | وسط    | زكي يلدريم        |
| 20    | نيجيريا        | مهاجم  | اسحاق بروميس      |
| 21    | تركيا          | وسط    | مراد ديرنيور      |
| 22    | جمهورية التشيك | وسط    | بيتر جاندا        |
| 24    | تركيا          | مدافع  | دينيز باريش       |
| 26    | السنغال        | مهاجم  | لامين ديارا       |
| 27    | تركيا          | وسط    | أوكان اوزشيليك    |
| 28    | كرواتيا        | مدافع  | نيكولا زيزيتش     |
| 33    | الكاميرون      | حارس   | سامي              |
| 51    | تركيا          | مدافع  | كوراي ارسلان      |
| 59    | تركيا          | مدافع  | محمد سيديف        |
| 67    | تركيا          | وسط    | محمد ايرين بويراز |
| 77    | تركيا          | مهاجم  | عمر شيشمنغولو     |

## المشاركات الأوروبية
كأس انترتوتو:
| الموسم | الجولة    | الدولة                                  | النادي                 | ملعبه | خارج ملعبه |
| ------ | --------- | --------------------------------------- | ---------------------- | ----- | ---------- |
| 1996   | GS        | سويسرا                                  | بازل                   | 2–5   |            |
| 1996   | المجموعات | بيلاروس                                 | اكاتا اورا منسك        |       | 3–0        |
| 1996   | المجموعات | روسيا                                   | روتور فولفوغراد        | 2–1   |            |
| 1996   | المجموعات | أوكرانيا                                | شاختار دونيتسك         |       | 0–1        |
| 1997   | المجموعات | سلوفينيا                                | بابليكام               |       | 1–1        |
| 1997   | المجموعات | إسرائيل                                 | مكابي حيفا             | 0–2   |            |
| 1997   | المجموعات | روسيا                                   | لوكوتيف نيزني نوفغورود |       | 0–1        |
| 1997   | المجموعات | جمهورية يوغوسلافيا الاشتراكية الاتحادية | بروليتر زانجانين       | 1–0   |            |

كأس الاتحاد الأوروبي:
| الموسم               | الجولة        | الدولة   | النادي        | ملعبه | خارج ملعبه | المجموع |
| -------------------- | ------------- | -------- | ------------- | ----- | ---------- | ------- |
| كأس الاتحاد الأوروبي | الدورالإقصائي | أذربيجان | كاباز         | 5–0   | 2–0        | 7–0     |
| كأس الاتحاد الأوروبي | الدور الأول   | ألمانيا  | فيردير بريمين | 2–0   | 0–6        | 2–6     |

## لاعبون قدامى
- براق يلماظ
- روشتو
- ريتشارد كينغسون

## اقرأ أيضا
- دوري السوبر التركي

## وصلات خارجية
- الموقع الرسمي (باللغتين التركية والإنجليزية)